# Судовка (Диканьский район)
Судовка (укр. Судівка) — село,
Великорудковский сельский совет,
Диканьский район,
Полтавская область,
Украина.
Код КОАТУУ — 5321082007. Население по переписи 2001 года составляло 36 человек.

## Географическое положение
Село Судовка находится на расстоянии в 1 км от сёл Великая Рудка и Веселовка.

## Экономика
- Молочно-товарная ферма.